# Dificultades en el aprendizaje
Las dificultades en el aprendizaje o trastornos específicos del aprendizaje se constituyen dentro los procesos de aprendizaje en trabas que no permiten el desarrollo pleno de habilidades cognitivas, debido al desequilibrio que existe entre las habilidades adquiridas y las que debió adquirir para su edad; éstas se acentúan cuando el estudiante debe acercarse a conocimientos más específicos.

## Clasificación (Formas de presentación)
Las dificultades de aprendizaje escolar pueden clasificarse según su etiología en:
- Dificultades de origen primario.
- Dificultades específicas.
- Dificultades derivadas del entorno socio-familiar y cultural

### Dificultades de origen primario
Se trata de dificultades de origen primario, que deberían ser detectadas e intervenidas precozmente. Ocasionadas por:
1. Cociente intelectual (CI) muy alto (superdotación intelectual), bajo o muy bajo (discapacidad intelectual).
2. Problemas neurológicos.
3. Incapacidad física o enfermedades crónicas.
4. Déficit sensorial (auditivo y/o visual).
5. Malnutrición, ferropenia, alteraciones tiroideas (apatía, somnolencia) y otras enfermedades carenciales.
6. Rinitis crónica, lo que ocasiona problemas para oír, aprender a hablar y pronunciar correctamente.

### Dificultades específicas
También llamados "Trastornos específicos del aprendizaje".

#### 1. En aptitudes escolares
1. Para el aprendizaje del cálculo: la discalculia hace referencia a la dificultad con las matemáticas, cálculos matemáticos mentales. Algunos trastornos más frecuentes son: las dificultades con la información numérica, confusión con los símbolos, errores al escribir números dictados... Este trastorno puede causar al niño problemas con los conceptos más básicos.
2. Para el aprendizaje de la escritura: la disgrafía se define como la dificultad para escribir,[2] que se manifiesta en omisiones, sustituciones, fusiones, inversiones, etc., y/o una caligrafía deficiente.
3. Para el aprendizaje de la lectura fluida y comprensiva: la dislexia se refiere a la dificultad que tiene el niño de leer de manera fluida. La lectura del niño se hace lenta, costosa y tiene errores como alterar el orden de las palabras o bien con las sílabas. Este hecho significa que el niño tampoco puede entender el texto que está leyendo.
4. Para el aprendizaje de la ortografía: la disortografía es la imposibilidad o dificultad para aplicar las reglas ortográficas, como secuela de dislexia aún en el caso de ser ésta superada.[3]

En Argentina la Ley 27.306 protege a las personas con cualquier Dificultad Específica del Aprendizaje (DEA) y garantiza su derecho a la educación mediante las siguientes acciones: el tratamiento integral y multidisciplinaria del tema, la formación de los profesionales para detectar, diagnosticar y tratar las DEA y la difusión del tema.

#### 2. En lenguaje y habla
1. Desarrollo de la articulación.
2. Desarrollo del lenguaje expresivo: dislalia o disfasia.
3. Desarrollo del lenguaje receptivo.

#### 3. Motoras
1. Problemas de desarrollo en la coordinación motora, ya sea la fina o la gruesa, presentando problemas de lateralidad (por ejemplo, lateralidad cruzada visuo-manual) o falta de coordinación visomotora.
2. Problemas en la percepción y/o organización espacial y temporal debidas a retrasos psicomotrices.

#### 4. Otros problemas asociados
Aunque no son "trastornos específicos del aprendizaje", generan dificultades de aprendizaje.
1. Discapacidades en la memoria y en el procesamiento auditivo. Incluyen la dificultad de recordar y comprender sonidos o palabras. Es posible escuchar con normalidad pero el niño no recordará las partes importantes porqué su memoria no las está almacenando. La dificultad aumenta si las palabras son complejas o largas o si se dicen rápidamente.
2. Trastorno por déficit de atención con o sin hiperactividad (TDHA o ADHD en inglés). A menudo comienza en la etapa de la niñez, aunque puede continuar en los adultos. No se sabe con total claridad las causas, puede estar vinculado a los genes y a factores en el hogar o sociales.[4]
3. Trastornos del espectro autista (TEA, ASD en inglés). El autismo es un trastorno con una amplia variedad sintomática, que varía tanto en el número de síntomas presentes de un individuo a otro como en el grado de gravedad. Los síntomas nucleares son dificultades en la comunicación y en la relación social, y patrones de conducta repetitivos o intereses restringidos.

### Dificultades en la lectura
1. Lectura afeminara: Lectura de palabras irregulares (no se pronuncian como se deletrean) o palabras que no existen en el idioma en que se lee. Memorizas obligatoriamente.
2. Lectura fonológica: Lectura que consiste en convertir una letra o un conjunto de letras en sonidos (fonemas) que orientan hacia el posible significado de la palabra.

Bradley y Bryant (1983) sugieren que las personas que comienzan a ejercitar la lectura utilizan el procedimiento fonológico y que, a medida que aumenta la capacidad de lectura, adquiere mayor importancia la lectura gratificante. La transición entre ambos métodos de lectura se produce entre los 6 y 10 años. Se cuenta con evidencias que indican que la lectura fonológica podría localizarse en el hemisferio izquierdo y la lectura gratifica en el derecho. Considerando las diferencias entre estos dos métodos de lectura debería existir como mínimo dos tipos distintos de dificultad para la lectura; además, estos dos tipos de trastornos pueden manifestarse a distintas edades.
Cabe señalar que estos tipos de déficit de ninguna manera son los únicos detectables en personas con dificultades para la lectura:
1. Déficit de la Memoria Auditiva a Corto Plazo: No comprenden correctamente el sentido del material escrito debido al olvido de palabras y las frases a medida que las leen.
2. Déficit de la Memoria Auditiva a Largo Plazo: No comprenden el sentido de las palabras pese a poder decodificarlas correctamente debido a que poseen una escasa información acerca del significado de los vocablos.

### Papel de la detección sensorial durante la lectura
Bradley y Bryant piensan que la falta de sensibilidad inicial a la rima y la alteración es la causa de una dificultad para la lectura en el futuro, dado que si los niños con problemas iniciales para la categorización de los sonidos reciben un entrenamiento especial para mejorar la rima y la aliteración, los déficits de la lectura en una fase posterior son mucho menos significativos. En resumen, según Bradley y Bryant, una de las causas de dificultad para la lectura es un déficit básico de la percepción fonológica, o percepción del sonido.
Una disminución en la capacidad que tienen los lactantes en detectar diferencias entre todos los sonidos del habla conocidos antes de detectar solo los relacionados con su lenguaje, podría conducir a trastornos del lenguaje. Tallal y col. evaluaron las habilidades de detección sensorial de niños con dificultades de aprendizaje y observaron que estos niños tienen menos capacidad de detectar estímulos sensitivos que se producen en sucesión rápida. Cuando se utilizan como estímulos los sonidos consonante-vocales, las personas con discapacidad para el lenguaje tienen dificultades para diferenciar una consonante de la otra, pero no para identificar las vocales. Estas personas tampoco tienen dificultades para identificar los sonidos consonante vocal si se prolonga el periodo de transición. Se sugiere que la capacidad para establecer estas discriminaciones sensitivas rápidas se localiza en el hemisferio izquierdo. También se sugiere que la corrección de los trastornos del lenguaje debe focalizarse en un entrenamiento centrado en la discriminación en lugar de un entrenamiento más generalizado con habilidades del lenguaje.
Las dificultades de aprendizaje: son un término genérico que se refiere a un diverso grupo de trastornos, manifestados por dificultades a la hora de entender, hablar, leer, escribir, razonar o para las matemáticas. Estos trastornos son propios al individuo, y presumiblemente debidos a una disfunción del sistema nervioso, pudiendo continuar a lo largo del proceso vital. Puede haber problemas en las conductas de las relaciones sociales, de la interacción con la sociedad, pero estos hechos no constituyen por sí mismos una dificultad de aprendizaje. Aunque las dificultades de aprendizaje se pueden presentar conjuntamente con otras discapacidades (por ejemplo retraso mental, trastornos emocionales) o con influencias externas (como diferencias en la cultura, instrucción insuficiente o inapropiada), no son el resultado de dichas condiciones o influencias.